# Список творів у жанрі кіберпанк
Це перелік творів, що віднесені до жанру кіберпанку, різновиду наукової фантастики. Кіберпанк характеризується переважанням високих технологій над біологічним життям (high tech and low life) у сетингу недалекого майбутнього.

## Друковані видання

### Романи та повісті
- Чи мріють андроїди про електричних овець? (англ. "Do Androids Dream of Electric Sheep?") (1968) / Філіп Дік (США)
- Справжні імена[en] (англ. "True Names") (1981) / Вернор Вінжі[3] (США)
- Тетралогія «Програми»[en] (англ. "Ware Tetralogy") (1982–2000) / Руді Ракер[4] (США)
- Нейромант (англ. "Neuromancer") (1984) / Вільям Гібсон (США)
- Доктор Аддер[en] (англ. "Dr. Adder") (1984) / Кевін Джетер[en][5]
- Кіберпростір (англ. "Sprawl trilogy") /  (1984–1988) Вільям Гібсон – поупярізує концепцію кіберпростору, є еталоном жанру в цілому.[6][5][7][5][5]
- Шизматриця (англ. "Schismatrix") (1985) / Брюс Стерлінг[8][9] (США)
- Затемнення[en] (англ. "Eclipse Trilogy") (також відома як Пісня, що зветься юність, включає романи Затемнення (1985), Напівтінь (1988), та Корона (1990)) / (1985–90) Джон Ширлі[4][8] (США)
- Оголений нерв[en] (англ. "Hardwired") (1986) / Волтер Джон Вільямс[9]
- Гравці розуму (англ. "Mindplayers") (1987) / Пет Кедіген[8]
- Скляний молот[en] (англ. "The Glass Hammer"), друга книга трилогії «Доктор Аддер» (1987) /  Кевін Джетер[en]
- Голос смерчу[en] (англ. "Voice of the Whirlwind") (1987) / Волтер Джон Вільямс}}[10]
- Цикл романів «Марід Одран» Джорджа Еффінджера[ru]:
  - Коли тяжіння зникає (англ. "When Gravity Fails") (1987)[11]
  - Вогонь на сонці[en] (англ. "A Fire in the Sun") (1989)
  - Поцілунок вигнання[en] (англ. "The Exile Kiss") (1991)
- Острови в мережі (англ. "Islands in the Net") (1988) / Брюс Стерлінг[8]
- Solip:System[en] (англ. "Solip:System") (1989) / Волтер Джон Вільямс[12]
- Моя кузина — гастроентеролог[en] (англ. "My Cousin, My Gastroenterologist") /  (1990) by Марк Лейнер[en] [13]
- Синтезатори (англ. "Synners") (1991) / Пет Кедіген[8]
- Лавина (англ. Snow Crash) (1992) / Ніл Стівенсон
- Міст[en] (англ. "Bridge trilogy") (1993–1999) / Вільям Гібсон[14][15][16], включає романи:
  - «Віртуальне світло» (англ. "Virtual Light"), 1993
  - «Ідору» (англ. "Idoru"), 1996
  - «Усі вечірки завтрашнього дня» (англ. "All Tomorrow's Parties"), 1999
- Важка погода[en] (англ. Heavy Weather) (1994) / Брюс Стерлінг
- Халепа та її друзі (англ. Trouble and Her Friends) (1994) / Мелісса Скотт[17]
- Цикл Той, хто біжить по лезу (1995-2000) / Кевін Джетер[en][18]
  - Той, хто біжить по лезу 2: The Edge of Human[en] (англ. Blade Runner 2: The Edge of Human), 1995
  - Той, хто біжить по лезу 3: ніч реплікантів[en] (англ. Blade Runner 3: Replicant Night), 1996
  - Той, хто біжить по лезу 4: Eye and Talon[en] (англ. Blade Runner 4: Eye and Talon), 2000
- Діамантовий вік (англ. The Diamond Age) (1996) / Ніл Стівенсон[19]
- Святий вогонь (англ. Holy Fire) (1996) / Брюс Стерлінг[19]
- Моє нічне небо[en] (англ. Night Sky Mine) (1997) / Melissa Scott[20]
- Нуар[en] (англ. Noir) (1998) / Кевін Джетер[en]
- Чай з порожньої чашки (англ. Tea from an Empty Cup) (1998) / Пет Кедіген
- Один з нас[en] (англ. One of Us) (1998) / Майкл Сміт[21]
- Зінакшений вуглець (англ. Altered Carbon) /  (2002) by Річард Морган[22]
- Ріка богів[en] (англ. River of Gods), цикл  /  (2004) / Єн Макдональд[23] (Велика Британія)
- Прискорючись[en] (англ. Accelerando) (2005) / Чарльз Штросс[24] (Велика Британія)
- Скляний будинок[en] (англ. Glasshouse) (2006)/ Чарльз Штросс[25] (Велика Британія)
- Демон[en] (англ. Daemon) (2006–2010) / Даніель Суарес[en]
- Дзеркальні небеса (англ. The Mirrored Heavens) (2008) / Девід Вільямс[en][26]
- Першому гравцеві приготуватися (англ. Ready Player One) (2011) / Ернест Клайн[27][28]
- Остання межа[en] (англ. Bleeding Edge) (2013) / Томас Пінчон[29]
- Чорна зірка[en] (англ. Blackstar) (2013–2015) / Джош Віола[en]
- Cash Crash Jubilee (англ. Cash Crash Jubilee) (2015)[30] / Елі К. П. Уільям
  - The Naked World (англ. The Naked World) /  (2017)[31]

### Оповідання, антології та збірки
- Кіберпанк[en] (англ. Cyberpunk) (1983) / Брюс Бетке
- Спалення Хрому (англ. Burning Chrome) (1986) / Вільям Гібсон
- Зеркальні окуляри[en] (1986) під ред. Брюса Стерлінга[8][32]
- Візерунки (1989) / Пет Кедіген
- Crystal Express[en] (1989) / Брюс Стерлінг[8]
- Штурм студії реальності[en]: Записи про кіберпанк та наукову фантастику постмодерну (англ. Storming the Reality Studio: A Casebook of Cyberpunk & Postmodern Science Fiction) (1992) / під редакцією Larry McCaffery[en] (містить як художні, так і науково-популярні твори)[33]
- Хакери[en] (1996) / співавторство Джека Данна[en] та Ґарднера Дозуа

### Графічні романи та комікси
- Інкал[en] (1981–1989) / Алехандро Ходоровський
- Akira (1982–1990) / Кацухіро Отомо[34]
- Black Magic M-66[en] (1983) / Масамуне Сіро
- Ронін[en] (1983–1984) / Френк Міллер
- Яблуневе зернятко (англ. Appleseed) (1985–1989) / Масамуне Сіро
- Dominion: Tank Police[en] (1986) / Масамуне Сіро
- Ghost in the Shell[en] (1989–1991) / Масамуне Сіро
- Нейромант (англ. Neuromancer) (1989) / Том де Гейвен[en] та Брюс Дженсен.[35]
- Battle Angel Alita (1990–1b995) by Yukito Kishiro[en][34]
- Не називай мене маленькою[en] (англ. Barb Wire) (1994–1995) / Кріс Уорнер[en]
- Трансметрополітен (1997–2002)  (англ. Transmetropolitan) / Воррен Елліс[en][36]
- Едем: Це нескінченний світ![en] (англ. Eden: It's an Endless World!) (1998–2008) / Хірокі Ендо[en]
- Блам! (1998) / Ніхей Цутому[37]
  - NOiSE (2001) – Пріквел Блам!
  - Біомега (англ. Biomega) (2007)
- Singularity 7[en] (2004) by Ben Templesmith[en][38]
- The Surrogates[en] (2005) by Robert Venditti[en][39]
- The entire line of Marvel's 2099 is an example of the cyberpunk genre in comics, especially Ghost Rider 2099[en] and Spider-Man 2099.
- Marvel's Machine Man[en] Vol. 2
- Batman Beyond (comics)[en]

### Журнали
- Mondo 2000[en][40]
- Ctheory[en] (1996–)[8]
- Cheval Noir[en] (1989–1994)[8]

## Медіа

### Фільми
Note: most of the films listed are cyberpunk-related either through narrative or by thematic context. Films released before 1984 should be seen as precursors to the genre.
- Чужий (1979)
- Втеча з Нью-Йорка (1981)[41][42]
- Той, хто біжить по лезу (1982)[43]
- Burst City[en] (1982)[44]
- Трон (1982)[45]
- Мозковий штурм (1983)[46]
- Відеодром (1983)[47]
- Термінатор (1984)
- RoboCop (1987)[48]
- Gunhed[en] (1989)[49]
- Людина-мікросхема (1990)[50]
- Залізо (a.k.a. M.A.R.K. 13) (1990)[51]
- Megaville[en] (1990)[52]
- Згадати все (1990)[53]
- Термінатор 2: Судний день (1991)
- 964 Pinocchio[en] (1991)[54]
- Коли настане кінець світу (1991)[55]
- Корпорація «Безсмертя» (1992)[56]
- Газонокосар (1992)[57]
- Кіборг 2: Скляна тінь (1993)[58]
- Руйнівник (1993)[59]
- Людина-мікросхема 2 (1994)[60]
- Машина смерті (1994)
- Хакери (1995)[61]
- Джонні-Мнемонік (1995)[62]
- Суддя Дредд (1995)[63]
- Дивні дні (1995)[64]
- Газонокосар 2: За межею кіберпростору (1996)[65]
- Червоний слід (a.k.a. Redline) (1997)[66]
- П'ятий елемент (1997)[67]
- Нірвана (1997)[68]
- Andromedia[en] (1998)[69]
- Пі (1998)[70]
- Skyggen[en] (a.k.a. Webmaster) (1998)[71]
- Темне місто (1998)[72]
- Екзистенція (1999)[73]
- Матриця (1999)[74]
- Тринадцятий поверх (1999)[75]
- I.K.U.[en] (2000)[76]
- Авалон (2001)[77]
- Electric Dragon 80.000 V[en] (2001)[78]
- Cypher[en] (2002)[79]
- Dead or Alive: Final[en] (2002)[80]
- Прибулець (2002)[81]
- Воскресіння маленької сірникової дівчини (2002)[82][83]
- Усі завтрашні вечірки (2003)[84]
- Code 46[en] (2003)[85]
- Матриця: Перезавантаження (2003)[86]
- Матриця: Революція (2003)[87]
- Місто майбутнього (2003)[88]
- Час розплати (2003)[89]
- Аватар (a.k.a. Cyber Wars) (2004)[90]
- Безсмертні: Війна світів (2004)[91]
- Я, робот (2004)[92]
- Paranoia 1.0[en] (a.k.a. One Point 0) (2004)[93]
- Еон Флакс (2005)[94]
- Ультрафіолет (2006)[95]
- Затьмарення (2006)[96]
- Кризаліс (2007)[97]
- Eden Log[en] (2007)[98]
- Покоління генів (2007)[99][100][101]
- Вавилон нашої ери (2008)[102][103]
- Торговець сном (2008)[104]
- Токійська поліція крові (2008)[105]
- Дев'ятий округ (2009)
- Прошивка (2009)[106][107]
- Сурогати (2009)[108]
- Різники (2010)[109]
- Tron: Legacy (2010)[61]
- Dredd (2012)[110][111][112][113][114]
- Елізіум (2013)[115][116]
- Теорема Зеро (2013)[61]
- Страховик (2014)[117]
- Перевага (2014)[118]
- Робот Чаппі (2015)[119]
- Ex Machina (2015)[120]
- Hardcore Henry (2015)
- Привид у броні (2017)[121][122]
- Той, хто біжить по лезу 2049 (2017)
- Кровоточива сталь (2017)
- Першому гравцю приготуватися (2018)[123][124]
- Апгрейд (2018)
- Hotel Artemis[en] (2018)
- Аліта: Бойовий ангел (2019)
- Творець (англ. Archive) (2020)

### Анімація
- Megazone 23[en] (1985)[125]
- Neo Tokyo[en] (1986)[126]
- Black Magic M-66[en] (1987)
- Bubblegum Crisis[en] (1987)[127]
  - Bubblegum Crisis Tokyo 2040[en] (1998)[128]
- Akira (1988)[129][130]
- RoboCop: The Animated Series[en] (1988)
- Dominion:
  - Dominion[en]
  - New Dominion Tank Police[en] (1993–1994)
  - Tank Police Team: Tank S.W.A.T. 01[en] (2006)
- Appleseed:
  - Appleseed[en] (1988)
  - Appleseed[en] (2004, film)
  - Appleseed Ex Machina[en] (2007, film)
  - Appleseed XIII[en] (2011)
  - Appleseed Alpha[en] (2014, film)
- A.D. Police Files[en] (1990)
- Cyber City Oedo 808[en] (1990)[131]
- Æon Flux (1991–1995)[132]
- Silent Möbius[en] (1991–2003)[133]
- Genocyber[en] (1993)[134]
- Макросс Плюс (1994)
- Armitage III[en] (1995)
- Привид у броні (Japan, animated):
  - Ghost in the Shell (1995, film)[135]
  - Ghost in the Shell 2: Innocence (2004, film)[136]
- Ghost in the Shell: Stand Alone Complex (S.A.C.):[137]
  - Ghost in the Shell: Stand Alone Complex (S.A.C.) (2002–2003)
  - Привид у латах: Синдром одинака 2nd GIG (2004–2005)
  - Ghost in the Shell: Stand Alone Complex - Solid State Society[en] (2006, film)
- Ghost in the Shell: Arise:
  - Ghost in the Shell: Arise[en] (2013–2015)
  - Привид у броні (фільм, 2017)
- Cowboy Bebop (1998)
- RoboCop: Alpha Commando[en] (1998–1999)
- Serial Experiments Lain (1998)[138]
- Gundress (1999)
- Бетмен майбутнього (1999–2001)
- Метрополіс (2001)[139]
- The Animatrix (2003)[140]
- Code Lyoko[en] (2003–2007)
- Heat Guy J[en] (2003)[141]
- Parasite Dolls[en] (2003)[142]
- Texhnolyze (2003)[143]
- Фантастичні дні (a.k.a. Sky Blue) (2003)[144][145]
- Burst Angel[en] (2004)[146]
- Fragile Machine[en] (2005)[147]
- Ачі і Сіпак: Вбивчий дует (2006)[148]
- Ergo Proxy (2006)[149]
- Паприка (2006)[150]
- Ренесанс (2006)[151]
- Dennō Coil[en] (2007)[152]
- Vexille[en] (2007)[153][154]
- Едіт і я (2009, Serbia)[155]
- Real Drive[en] (2008)
- Mardock Scramble[en] (2010)[156]
- Accel World (2012–2016)
- Psycho-Pass (2012)[157]
- Трон: Повстання (2012)
- Той, хто біжить по лезу 2049: Відключення 2022 (2017)

### Серіали
- Світ на дроті (1973)[158]
- Doctor Who: The Deadly Assassin[en] (1976) [159]
- Overdrawn at the Memory Bank[en] (1983)[160]
- Макс Гедрум: на 20 хвилин у майбутнє (1985), British television movie
  - Max Headroom[en] (1987),[161] American television series based on the UK TV movie
- Дикі пальми (1993)[162]
- TekWar[en] (1994)[163]
- RoboCop: The Series[en] (1994)
- VR.5[en] (1996)[джерело?]
- Welcome to Paradox[en] (1998)[164]
- The X-Files, two episodes of the series were written by William Gibson and contain cyberpunk themes:
  - Курок (Цілком таємно) (1998)[165]
  - Стрілячка від першої особи (Цілком таємно) (2000)[166][167]
- Harsh Realm[en] (1999)[168]
- Total Recall 2070[en] (1999)[169]
- Темний ангел (2000–2002)[170]
- RoboCop: Prime Directives[en] (2001)[171]
- Charlie Jade[en] (2005)[172]
- Термінатор: Хроніки Сари Коннор (2008–2009)
- Power Rangers RPM[en] (2009)
- Kamen Rider Dragon Knight[en] (2009)[джерело?]
- Клуб ляльок (2009–2010)[173]
- Каприка (2010)
- Підозрюваний (2011–2016)
- Континуум (2012–2015), set in the present with a protagonist who has time traveled back from a cyberpunk future in 2077
- H+: The Digital Series[en] (2012–)
- Майже людина (2013–2014)
- Die Gstettensaga: The Rise of Echsenfriedl[en] (2014)
- Пан Робот (2015–)
- Люди (2015-2018)
- Край «Дикий Захід» (2016–)
- Корпорація (2016–2017)
- Видозмінений вуглець (2018–)
- Power Rangers Beast Morphers[en] (2019-)
- Любов, смерть і роботи (2019-)

### Скульптура
Artists
- Asher[174]

### Музика
Artists
- Angelspit[en][175]
- Buck-Tick[176]
- Clock DVA[en][177]
- Covenant[178]
- Deltron 3030[en]
- Front Line Assembly[179]
- Haujobb[180]
- Headscan[en][181][182]
- Left Spine Down[en][183]
- Nine Inch Nails[184]
- Psydoll[en][185]
- Sigue Sigue Sputnik[186]
- Voivod[187]
- Yellow Magic Orchestra[188]
- Nero
- Perturbator

Releases
Sister by Sonic Youth
Daydream Nation by Sonic Youth
- Blade Runner[en] by Vangelis[189]
- Cyberpunk[en] by Billy Idol[190]
- Outside[en] by David Bowie[191]
- Transverse City[en] by Warren Zevon[en][192][193]
- Year Zero by Nine Inch Nails[194]
- 新しい日の誕生  by 2814[195]

### Відеоігри
- The Screamer (1985)[196]
- Imitation City (1987)[197]
- Megami Tensei series (1987–present)[198]
  - Digital Devil Story: Megami Tensei[en] (1987)[199][200]
  - Devil Summoner: Soul Hackers[en] (1997)[201]
  - Shin Megami Tensei: Digital Devil Saga[en] (2004)[202]
  - Shin Megami Tensei IV[en] (2013)[198]
- Metal Gear series (1987–present)
  - Metal Gear Solid (1998)[203]
  - Metal Gear Solid 2: Sons of Liberty[en] (2001)[204]
  - Metal Gear Solid 4: Guns of the Patriots[en] (2008)[198]
- Akira[en] (1988)[198]
- Neuromancer[en] (1988)[205]
- Snatcher (1988–1996)[206]
- Ruiner (2017)[207]
- Genocide[en] (1989)[198]
- DreamWeb[en] (1992)[208]
- Flashback[en] (1992)[209]
- Gadget: Invention, Travel, & Adventure[en] (1993)[210]
- Shadowrun series
  - Shadowrun[en] (SNES) (1993)[211]
  - Shadowrun[en] (Sega) (1994)[212]
  - Shadowrun[en] (2007)[213][214]
  - Shadowrun Returns (2013) [215]
  - Shadowrun: Dragonfall[en] (2014) [216]
  - Shadowrun Chronicles: Boston Lockdown[en] (2015)
  - Shadowrun: Hong Kong[en] (2015) [217]
- Syndicate[en] series
  - Syndicate[en] (1993)[218]
  - Syndicate Wars[en] (1996)[219]
  - Syndicate[en] (2012)[220]
- Beneath a Steel Sky[en] (1994)[221]
- Burn:Cycle[en] (1994)[222]
- Delta V[en] (1994)[223]
- Hagane: The Final Conflict[en] (1994)[198]
- Live A Live[en] (1994)[198]
- Rise of the Robots[en] (1994) [224][225]
- Policenauts[en] (1994)[198]
- Appleseed series
  - Appleseed: Oracle of Prometheus (1994)
  - Appleseed EX[en] (2004)
- System Shock series
  - System Shock (1994)[226]
  - System Shock 2 (1999)[227]
- CyberMage: Darklight Awakening[en] (1995)[228]
- Джонні-Мнемонік: The Interactive Action Movie (1995)[229]
- Einhänder[en] (1996)[198]
- Osman[en] (1996)[198]
- Blade Runner (1997)[230]
- Final Fantasy VII (1997)[231]
- Ghost in the Shell[en] (1997)[198]
- Xenogears (1998)[232]
- Deus Ex series
  - Deus Ex (2000)[233]
  - Deus Ex: Invisible War (2003) [234]
  - Deus Ex: Human Revolution (2011) [235]
  - Deus Ex: The Fall (2013)[236]
  - Deus Ex: Mankind Divided (2016)
- Oni[en] (2001)[237]
- Uplink[en] (2001)[238][239]
- Breath of Fire: Dragon Quarter[en] (2002)[240]
- .hack[en] series
  - .hack//IMOQ[en] (2002–2003)
  - .hack//G.U.[en] (2006–2007)
  - .hack//Link[en] (2010)
- Neocron[en] (2002)[241]
- Enter the Matrix (2003)[242]
- Æon Flux[en] (2005)
- Dystopia[en] (2005)[243]
- System Rush[en] (2005)[244]
- Mirror's Edge (2008)
- Halo 3: ODST (2009)
- Gemini Rue[en] (2011)[245]
- Cypher[en] (2012)[246]
- Remember Me (2013)[247]
- Watch Dogs series:
  - Watch Dogs (2014)[248]
  - Watch Dogs 2 (2016)
  - Watch Dogs: Legion (2020)
- 2064: Read Only Memories[en] (2015)
- Technobabylon[en] (2015)
- Dex (2015)[249]
- Call of Duty: Black Ops III (2015)[250]
- VA-11 HALL-A (2016)[251]
- Observer (2017)
- The Last Night[en] (2018)[252]
- The Red Strings Club[en] (2018)[253]
- Astral Chain[en] (2019)[254]
- Cyberpunk 2077 (2020)

### Настільні ігри
- The Cyberpunk RPG (1988)
- Shadowrun (1989)
- GURPS Cyberpunk[en] (1990)[255]
- Corporation[en] (2009) [256]
- The Sprawl[en] (2016).

## Пов'язані твори
- A Cyborg Manifesto[en] (1991), авторства Донни Гаравей
- Storming the Reality Studio[en]: A Casebook of Cyberpunk & Postmodern Science Fiction (1992), edited by Larry McCaffery[en] (contains both fiction and nonfiction)[33]
- No Maps for These Territories[en] (2000), documentary about William Gibson[257]